# Catherine de Léan

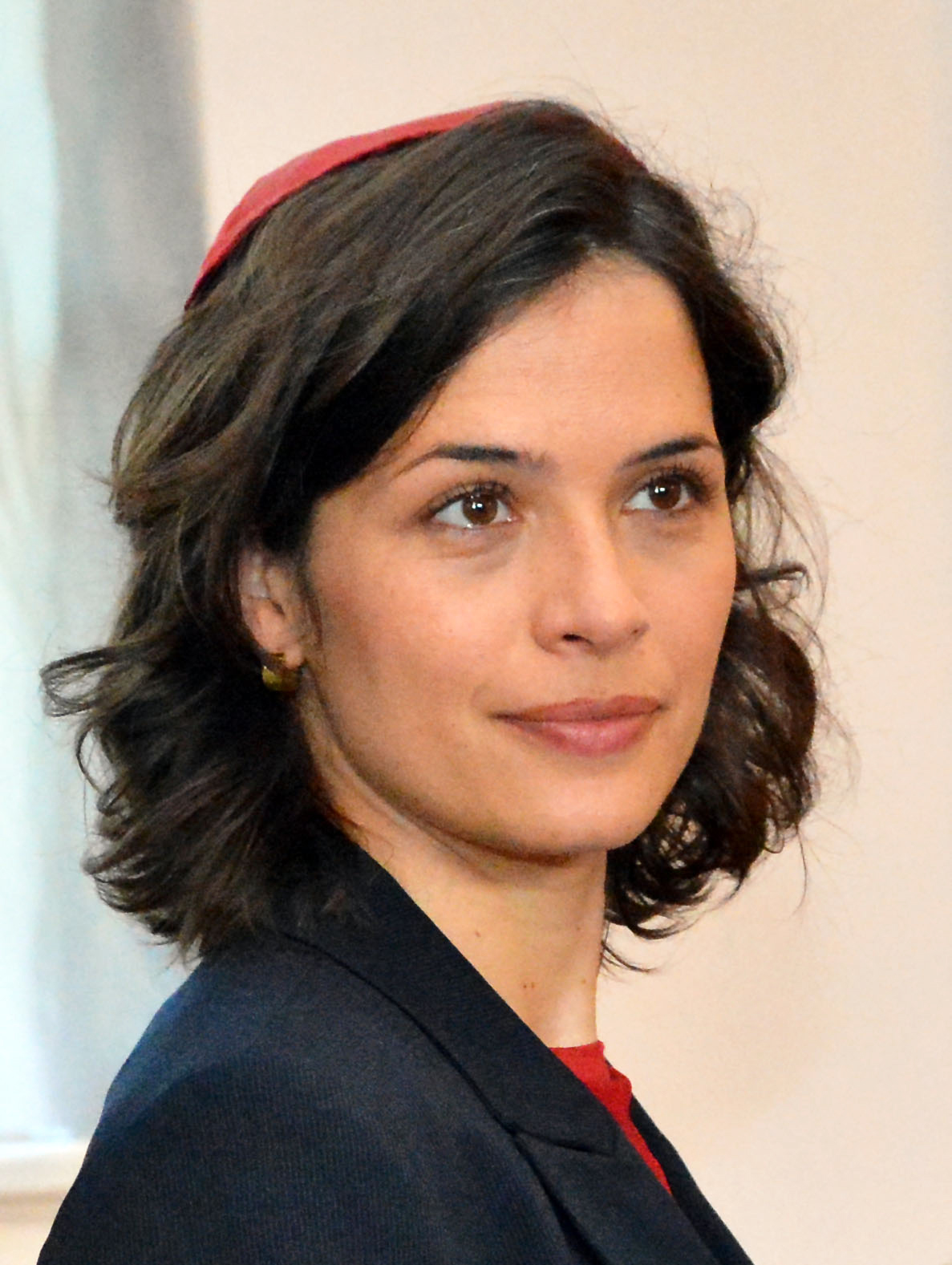
Catherine de Léan (2015)

Catherine de Léan (* 27. April 1980) ist eine kanadische Schauspielerin.

## Leben und Karriere
De Léan schloss 2005 ihr Schauspielstudium am Conservatoire d’art dramatique in Montreal ab, war im Jahr zuvor bereits in der Sendung Jédiwô in Europa zu sehen. Ihre Filmkarriere begann mit einer Hauptrolle in der kanadischen Produktion La vie secrète des gens heureux (2006). Für ihre Leistung wurde sie auf dem Whistler Film Festival als beste Schauspielerin ausgezeichnet. Seither wirkte sie in diversen kanadischen Bühnen-, Film- und Fernsehproduktionen mit, darunter À vos marques, party! (2007) und La capture (2007), sowie Le banquet (2008). Im Jahr 2010 war sie neben Max Riemelt in dem deutschen Horrorfilm Urban Explorer zu sehen und spielte 2013 an der Seite von Matthias Schweighöfer in der Komödie Schlussmacher.

## Filmografie (Auswahl)
- 2000: El Tigre (El Deseo) (Kurzfilm)
- 2006: La vie secrète des gens heureux
- 2006–2008: C.A. (Fernsehserie, 11 Folgen)
- 2006–2009: Les hauts et les bas de Sophie Paquin (Fernsehserie, 24 Folgen)
- 2007: À vos marques, party!
- 2007: La capture
- 2008: Le banquet
- 2010: 2 fois une femme
- 2010: Trauma (Fernsehserie, 10 Folgen)
- 2010: Urban Explorer
- 2011: Nuit #1
- 2013: Schlussmacher
- 2013–2015: Mémoires vives (Fernsehserie, 25 Folgen)
- 2014: Le vrai du faux
- 2015: Simon sagt auf Wiedersehen zu seiner Vorhaut
- 2016: Die kanadische Reise (Le fils de Jean)
- 2016: Embrasse-moi comme tu m’aimes
- 2016–2017: L’Imposteur (Fernsehserie, 9 Folgen)
- 2018: Wolfe
- 2018: Demain Des Hommes (Fernsehserie, 10 Folgen)
- 2019: We Are Gold
- 2019: Alerte Amber (Fernsehserie, 5 Folgen)
- 2019–2022: District 31 (Fernsehserie, 66 Folgen)
- 2021–2022: Alertes (Fernsehserie, 8 Folgen)
- 2022: Le diable au corps, sensuel et sans remords (Fernsehfilm)
- 2021: Hitman Confessions (Confessions)
- 2023: Echo à Delta
- 2023: Gaby les collines (Kurzfilm)
- 2025: Indéfendable (Fernsehserie)